# Hugo: Bukkazoom!
Hugo: Bukkazoom! è un videogioco del 2003 di genere simulatore di guida, il quale è il trentunesimo titolo in ordine di produzione della serie di Hugo. Esso è stato sviluppato e pubblicato da ITE Media per Game Boy Advance, Microsoft Windows e PlayStation 2.
A differenza di altri capitoli del franchise, questo non ha una vera e propria trama. Però, il retro della confezione riporta che Hugo, sua moglie Hugolina, i figli TrolleRit, TrolleRat e TrolleRut, Fernando, Jean-Paul e i nemici Scilla e Don Croco sono stati inspiegabilmente rimpiccioliti e catapultati nel mondo dei Verdonchioli. Ora dovranno competersi l'un l'altro a bordo di kart bizzarri dalle sembianze di insetto.

## Modalità di gioco

### Versione PS2, PC
Il gameplay di Hugo: Bukkazoom! è un mix unico di combattimento e corse libere che si disputano non su un tradizionale circuito chiuso, bensì all'interno di un'arena da battaglia. I kart che vi si pilotano sono caratterizzati da un peso percepibile che rende le manovre, come le curve strette, più realistiche. I giocatori potranno scegliere tra nove diversi personaggi e utilizzare armi come razzi e scudi energetici per ostacolare gli avversari; quando vengono raccolti due power-up senza adoperarli, questi si combinano per formare un nuovo potere. Se si escludono "Free Roam" e "Time Trial", il gioco introduce cinque principali modalità, le quali possono venire affrontate singolarmente o di fila mediante "Championship" (il campionato). Tre di esse sono incentrate sull'attraversare quante soglie nel minor tempo possibile, mentre le altre due prevedono di raggiungere obiettivi specifici. L'esperienza di guida è caratterizzata da un bilanciamento tra velocità e controllo, con una sensazione che conferisce un senso di peso ai veicoli durante le accelerazioni e le curve.

### Versione Game Boy Advance
La versione per Game Boy Advance, pur mantenendo il tema delle corse con personaggi (qui dimezzati a sette) e kart, presenta differenze dovute alla limitazioni tecniche della piattaforma di Nintendo. Il gameplay è più semplificato e adattato a uno schermo e a un sistema di controllo più limitati, con una visuale dall'alto o isometrica tipica dei giochi del genere su sistemi portatili. Anche qui sono presenti diverse arene e modalità, ma con la complessità delle meccaniche e la varietà di armi o power-up risultano ridotte rispetto alle versioni casalinghe. La versione GBA si concentra maggiormente su un'esperienza di guida immediata e accessibile, con un ritmo più lineare e meno elementi di interazione rispetto alle controparti PS2/PC.

## Accoglienza
Hugo: Bukkazoom! ha ricevuto giudizi misti dalla critica. Absolute Games gli ha dato una percentuale del 45%, concludendo che "non è riuscito a essere un gioco interessante". Con la percentuale del 46%, la rivista PC Games lo ha consigliato per i giocatori fino a otto anni, quelli più maturi ed esperti lo troveranno troppo facile. Jeuxvideo.com ha assegnato un voto negativo di 9/20, criticando i controlli che "rendevano il gameplay troppo casuale", ma ha osservato che se i controlli fossero stati più precisi, il gioco avrebbe potuto interessare gli appassionati di kart. MANiAC gli assegna un 29%, criticandolo aspramente per i controlli pessimi, la grafica scadente, la mancanza di supporto a quattro giocatori e i tanti difetti di progettazione. 61/100 è il voto medio di Svet Kompjutera, che lo considera una variante soft di Destruction Derby con una grafica e sonoro decenti e un sistema di controllo incompleto. L'unico voto positivo dato al titolo proviene da GameSector, il quale è di 7/10, ritenendolo eccellente e adatto per bambini di quasi tutte le età. Anche Страна игр ha dato lo stesso parere del sito danese, però dandogli il 5.5 come punteggio.